# 대니티 케인
대니티 케인(Danity Kane)은 미국의 여자 음악 그룹이다. 배드 보이(Bad Boy) 레코드에서 레이블을 하였고 2006년에 정식 데뷔하였다. 멤버는 오브리 오데이, D. 우즈, 섀넌 벡스, 돈 리처드, 온드레아 핌브레스로 이루어져 있다.

## 음반

### 정규 음반
- 2006: "Danity Kane"
- 2008: "Welcome to the Dollhouse"

### 싱글 음반
- 2006: "Show Stopper" (feat. Yung Joc)
- 2006: "Ride for You"
- 2006: "Home for Christmas"